# Bedřich Hanke
Bedřich Hanke (27. prosince 1817 Praha – 6. května 1876 Praha) byl rakouský právník a politik české národnosti z Čech, poslanec Českého zemského sněmu, v roce 1870 zvolený starosta Prahy (funkci ovšem nepřijal).

## Biografie
Od roku 1829 studoval na Akademickém gymnáziu na Starém Městě. Roku 1840 absolvoval práva (národohospodářství) na Karlo-Ferdinandově univerzitě v Praze. Studoval i přírodní vědy. Až do roku 1848 podnikal cesty po Evropě. Veřejně se angažoval již během revolučního roku 1848. V roce 1848 se stal členem pražského obecního zastupitelstva a do roku 1850 byl náhradníkem užšího obecního výboru. Do roku 1852 zasedal ve sboru obecních starších a byl členem městské rady. Byl kandidátem práv. Získal rytířský Řád železné koruny.
Zasloužil se o rozvoj pražských parků. Byl členem Společnosti Musea Království českého a Měšťanské besedy. Trvale aktivní byl v městské samosprávě. Během pruské okupace Prahy za prusko-rakouské války patřil mezi hlavní postavy městské rady. 3. ledna 1870 byl zvolen starostou Prahy, ale volbu nepřijal a v úřadu nebyl potvrzen. Podle dobového zdroje odmítl ještě během ledna 1870 přijmout funkci purkmistra s ohledem na zdravotní stav.
V 60. letech se zapojil i do vysoké politiky. V zemských volbách v lednu 1867 byl zvolen na Český zemský sněm, kde zastupoval kurii městskou, obvod Praha-Nové Město. Mandát zde obhájil ve volbách v březnu 1867.
V srpnu 1868 patřil mezi 81 signatářů státoprávní deklarace českých poslanců, v níž česká politická reprezentace odmítla centralistické směřování státu a hájila české státní právo. V rámci tehdejší pasivní rezistence, praktikované Národní stranou (staročeskou) mandát přestal vykonávat a byl ho v září 1868 zbaven pro absenci, načež byl opakovaně manifestačně zvolen v doplňovacích volbách v září 1869. Uspěl i v zemských volbách roku 1870. Patřil k Národní straně (staročeské), tedy k federalistům.
Zemřel v květnu 1876 po krátké nemoci ve věku 59 let. Jako příčina smrti byl uváděn Blutsturz (krvácení). Podle české úřední zprávy zemřel na tuberkule plic.